# 果敢县
果敢县是缅甸联邦第一特区下辖的一个县，位于缅甸联邦第一特区东部，县政府寄治于特区首府老街市。

## 地理
果敢县三面环绕老街市，西与勐古县、贵概县、木邦县隔萨尔温江相望，南临佤邦富邦县，东、北接中国云南省。

## 历史
1989年缅甸掸邦第一特区成立后，将包括滚弄（当时缅甸民族民主同盟军未实际控制）在内的果敢地区划分为1县1市1经济特区，即果敢县、老街市、清水河经济特区，2008年将清水河经济特区并入果敢县。
2009年果敢军事冲突后，同盟军退守红星区红岩乡并作为根据地。
2011年果敢自治区成立后，果敢地区的行政区划被调整为2镇2区，其中老街市、东山区、西山区（除小街乡）合并为老街区，兴旺区与西山区小街乡合并为拱掌区，清水河区更名为清水河镇，红星区更名为慕泰镇，滚弄区更名为滚弄地区。这一调整不被同盟军承认，同盟军依旧依照原行政区划进行划分。
1027行动开始后，同盟军恢复对果敢地区全境的统治。

## 行政区划
果敢县下辖6个区：
- 东山区：太平乡、民族乡、和平乡、道水乡
- 西山区：大水塘乡、楂子树乡、小街乡、满乐乡[1]
- 兴旺区：兴华乡、金泰乡、民全乡
- 红星区：慕泰乡、红岩乡、崇岗乡、杏塘乡[2]
- 清水河区：清水河镇、水沟洼乡、龙塘乡、上地林乡[3]
- 滚弄区：滚弄镇、董杰乡、南湖乡、黑河乡[4]